# Brastads kyrka
Brastads kyrka är en kyrkobyggnad i samhället Brastad i Lysekils kommun. Den tillhör sedan 2023 Lysekils norra församling (tidigare Brastads församling) i Göteborgs stift.

## Kyrkobyggnaden
Tidigare stenkyrka på platsen uppfördes på medeltiden och föregicks sannolikt av en träkyrka. Ett torn av sten byggdes till 1801. Nedrivningen av den gamla stenkyrkan krävde sitt. När takstolen var nerriven, så användes domkrafter för att spränga de bräckliga väggarna i själva storkyrkan. Sedan användes 30 dynamitgubbar instuckna i hål i väggarna runtom det gamla stentornet och tändes på med gemensam stubin. 20 dynamiter detonerade samtidigt. Sprickor visade sig i de övre stenlagerna och plötsligt rasade tornet med ett ljudligt dån. 
Nuvarande kyrkobyggnad, som ligger omkring 150 meter från den gamla platsen på en stenfast grund, uppfördes 1876-1877 efter ritningar av arkitekt Frans Gustaf Abraham Dahl. Byggmästare var den kände Gustaf Andersson från Lanna, Varola.  Kyrkan består av ett rektangulärt långhus med en smalare, femsidig korutbyggnad i öster. Sakristian är inrymd i korutbyggnaden och avskiljs från kyrkorummet med en skärm. Vid långhusets västra kortsida finns kyrktornet med huvudingång. Kyrkan har ett skifferklätt sadeltak.
Målning och förgyllning inne i kyrkan utfördes av herr Lugner från Jönsegården vid Lidköping verkstält. Stolarna är ekmålade, taket är målat i gult och grönt, läktaren i grönt med förgyllningar och på mitten försett med ett ornament i gult och rött, predikstolen är i grönt med förgyllningar och buketter. Den gamla altartavlan som stod i den gamla kyrkan blev restaurerad till sitt originalutseende av glasmästaren och förgyllaren Pontus Ferdinand Metodius Sahlstens assistent Johan Scherling från Uddevalla. Kyrkan är byggd av kluven grå granit. Murarna är utvändigt fogade med cement. Taklisterna är av Höganäs eldfasta sten. Omkring fönstren är det gul sten och fönsterhällarna är av hel huggen granit. Taket av järn och spån. På varje sida av tornet är en stor runsten inmurad som kommer från den gamla kyrkan. Invändigt är murarna vitmenade; från fönstrens höjd ner till golvet oljemålade.
Kyrkan med orgel invigdes 20 september 1877 av biskop Gustaf Daniel Björck, som biträddes av åtta prästmän.

## Inventarier

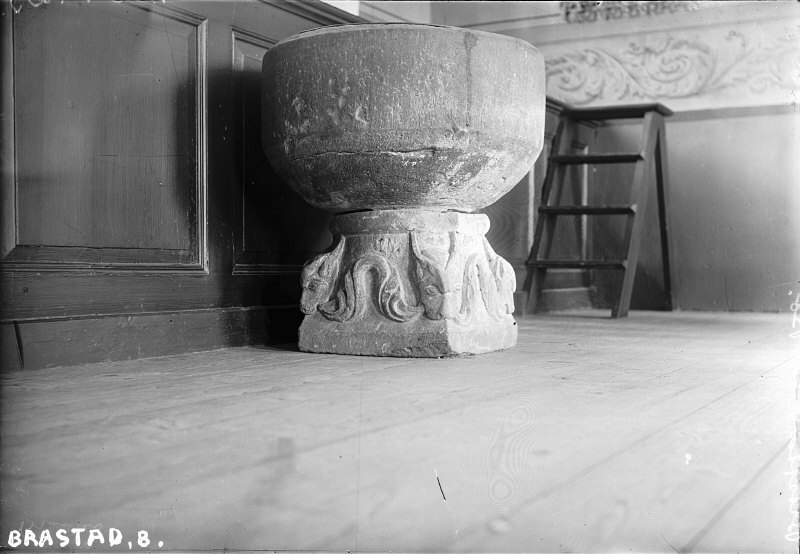
Dopfunten.

- Dopfunten från 1200-talet är gjord av sandsten och består av två delar: En cylindrisk cuppa utan ornament. En närmast fyrkantig fot som upptill övergår till rundad form. Den har i hörnen masker som biter i slingor, vilka förenas av en bågformad slinga. Funten är skadad och har sprickor.[3]
- Altaruppsatsen är tillverkad 1669 av bildhuggaren Hans Swant.
- Predikstolen är tillverkad 1876 och består av åttakantig korg med åttakantigt ljudtak. Predikstolens bildfält har skulpturer föreställande Martin Luther, Ansgar, Petrus, Paulus och kung David.
- I kyrktornet hänger en storklocka och en lillklocka. Båda klockorna göts om 1928 i Ystad. Ena klockan är ursprungligen från 1772 medan andra klockan är inköpt vid början av 1800-talet.

### Orgel
- 1877 installerade Anders Victor Lundahl, Malmö, en orgel med 11 stämmor. Den fick mycket beröm av Musikdirektör Carl Israel Sandström från Göteborg, som avsynade och provspelade den. Ljudet var väl anpassat till kyrkorummet.

- Nuvarande orgel är tillverkad 1984 av Olof Hammarberg, men innehåller pipverk från tidigare instrument. Den har 22 stämmor, två manualer och pedal. Fasaden  från 1877 har en ljudande pipa, principal 8'.[4]

## Bilder

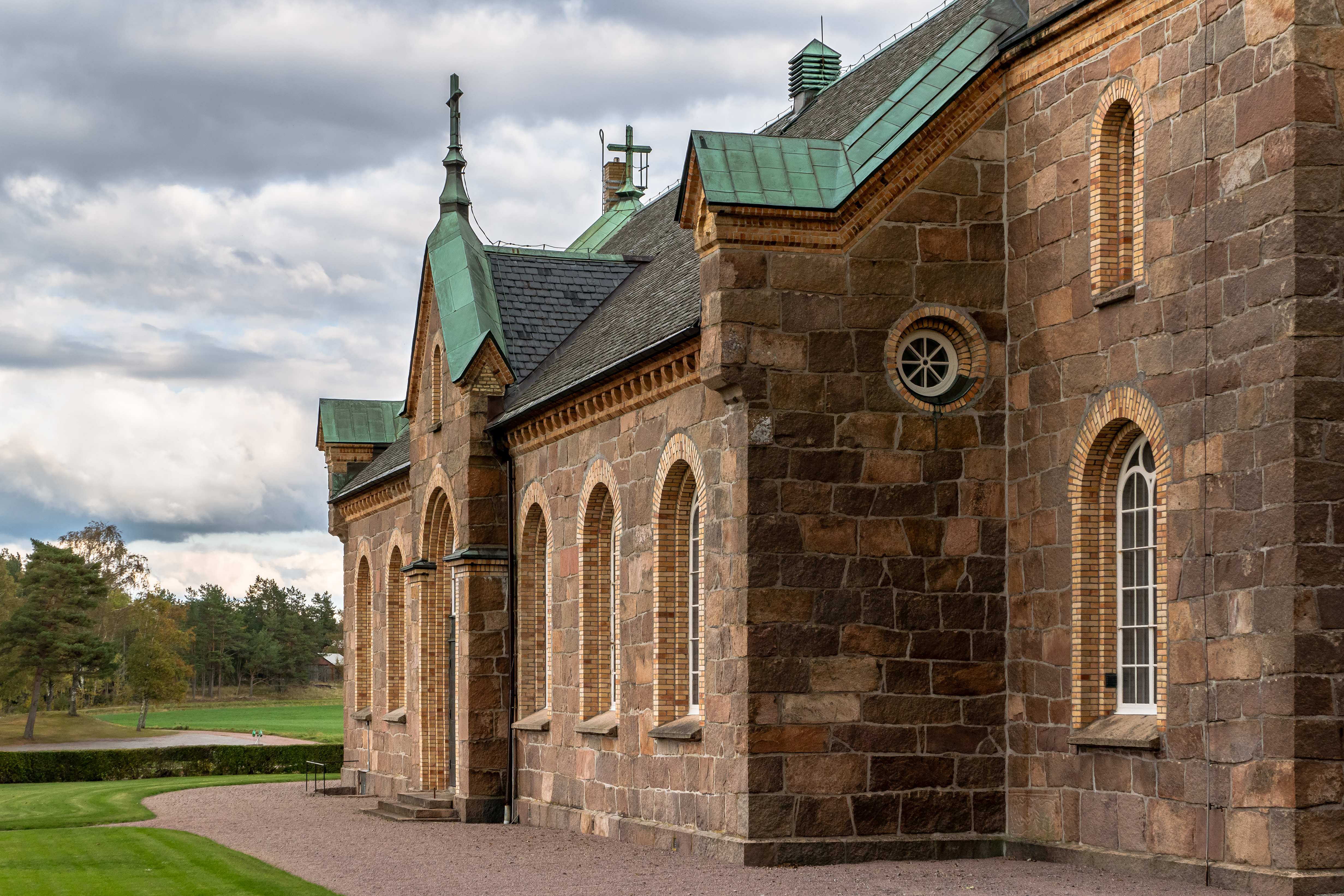
Norra långsidan.
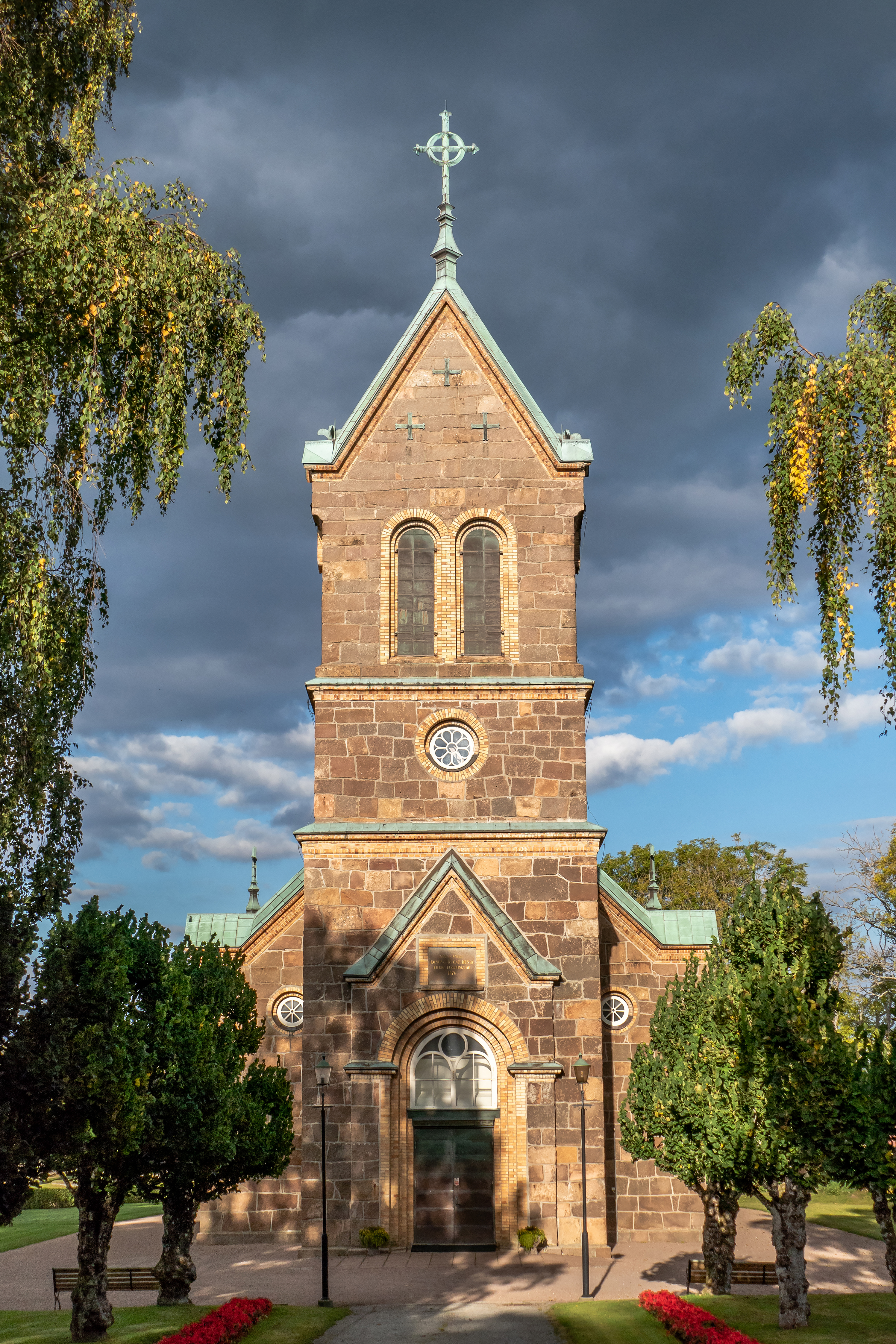
Exteriör från väster.
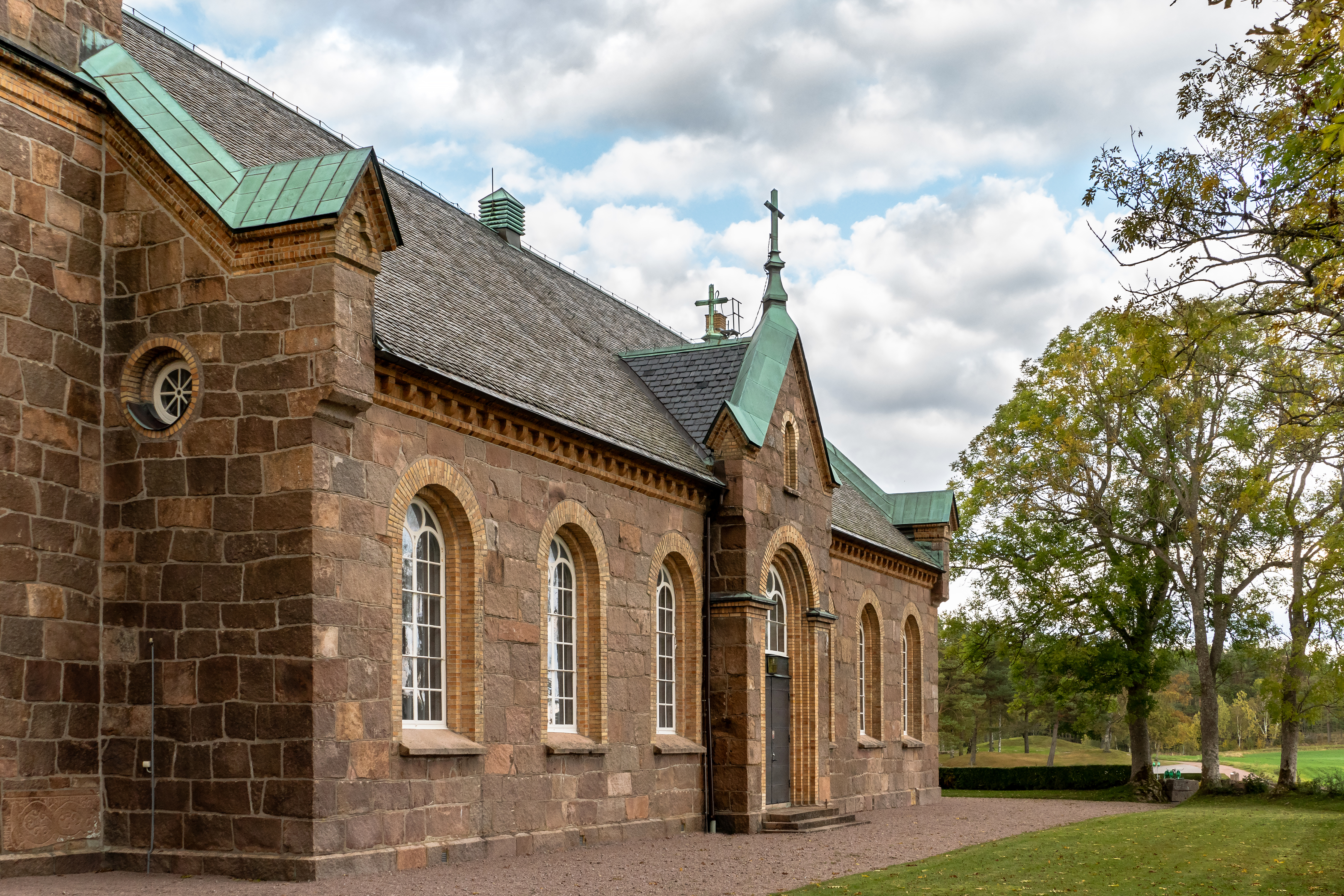
Södra långsidan.
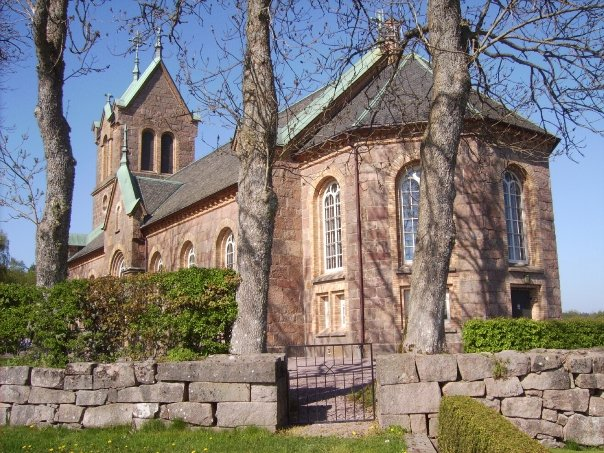
Exteriör från öster.
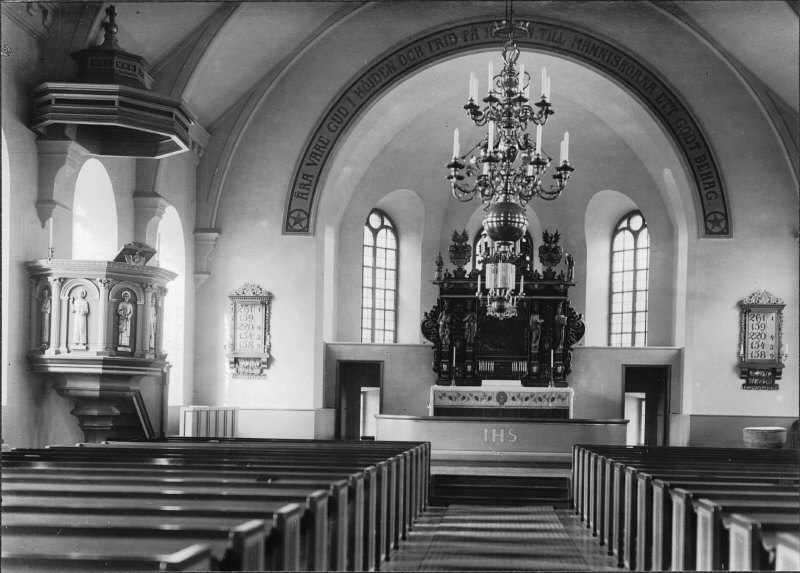
Interiör.